# Lóbulos do testículo
A estrutura glandular do testículo consiste em numerosos lóbulos, denominados lobuli testis ou lóbulos do testículo.
Seu número, em um único testículo, é estimado por Berres em 250, e por Krause em 400. Estudos anatômicos demonstraram números de 250-290 para o mesmo.
Eles diferem em tamanho de acordo com sua posição, os que estão no meio da glândula são maiores e mais longos.
Os lóbulos são de forma cônica, a base sendo direcionada para a circunferência do órgão, o ápice em direção ao mediastinum testis.
Cada lóbulo está contido em um dos intervalos entre os septos fibrosos que se estendem entre o mediastino testicular e a túnica albugínea, e consiste de um a três ou mais tubos circulares minúsculos, os tubuli seminiferi.

## Imagens Adicionais

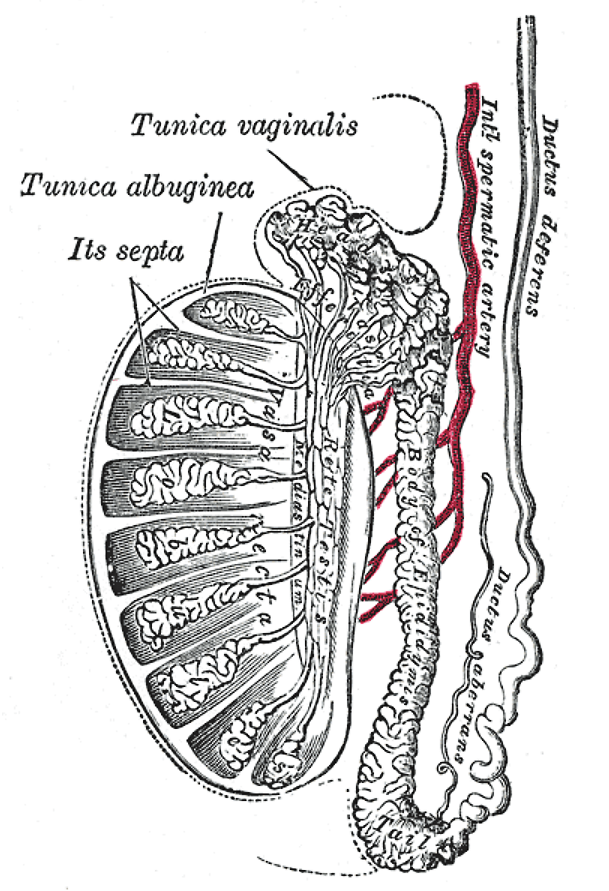
Seção vertical do testículo, para mostrar o arranjo dos dutos.